# Клоп (прам)
«Клоп» — прам Азовской флотилии России типа «Блоха», участник русско-турецкой войны 1735—1739 годов. Во время войны принимал участие в действиях флота под Азовом, во время которых был признан негодным для дальнейшего использования.

## Описание судна
Один из шести малых 8-пушечных однодечных прамов типа «Блоха», построенных на Тавровской верфи. Длина судна составляла 21 метр, ширина — 5,8 метра, а осадка 1 метр. Вооружение судна состояло из 8-ми орудий.

## История постройки
8 (19) апреля 1723 года Петром I был подписан указ о строительстве в Таврове судов для будущего флота, предназначавшегося для борьбы за выход в Чёрное море. Согласно приказу в том же году на Тавровской верфи были заложены девять больших 44-пушечных двухдечных и шесть малых 8-пушечных однодечных прамов. После подписания в Константинополе 12 (23) июня 1724 года русско-турецкого договора, разграничивающего владения России и Турции, 1 (12) октября 1724 года был издан указ о прекращении работ по строительству судов. В результате чего прамы были оставлены недостроенными на стапелях. При подготовке к новой войне с Турцией 27 июня (8 июля) 1735 года был издан указ императрицы Анны Иоанновны о достройке, спуске на воду и подготовке судов, построенных в Таврове. В результате все 6 прамов типа «Блоха» были спущены в 1735 году.

## История службы
Прам «Клоп» принимал участие в русско-турецкой войне 1735—1739 годов. В августе 1735 года в составе отряда был переведён из Таврова в Павловск. 2 (13) апреля 1736 года вошёл в состав отряда контр-адмирала П. П. Бредаля и вышел из Павловска к Азову, куда прибыл к 12 (23) мая.
Находясь в составе отряда из шести малых прамов под командованием лейтенанта майорского ранга Гура Костомарова, встал ниже крепости для блокады выхода в море. В октябре 1736 года в составе отряда ушёл к Черкасску, где встал на зимовку. В апреле следующего года отряд вновь перешёл к Азову. С 3 (14) по 19 (30) мая отряд ушёл в устье реки Миус, а затем все шесть малых прамов вынуждены были вернуться к Азову, поскольку согласно докладу командира отряда оказались негодными для дальнейшего использования:

безнадежны, поскольку не слушаются руля, а корпуса гнилы и текут.
Осенью 1738 года прам «Клоп» был разобран, в силу того, что пришёл в полную негодность.

## Командиры судна
Командиром прама «Клоп» в 1737 году служил лейтенант майорского ранга Александр Кошелев, сведений о командирах прама в другие годы не сохранилось.

### Комментарии
1. ↑  Другие прамы этого типа носили наименования «Блоха» (головной прам серии), «Комар», «Овот», «Сверчок» и «Таракан»[1].
2. ↑  По другим данным в 1734 году[2].